# Аббатство Святого Ремигия

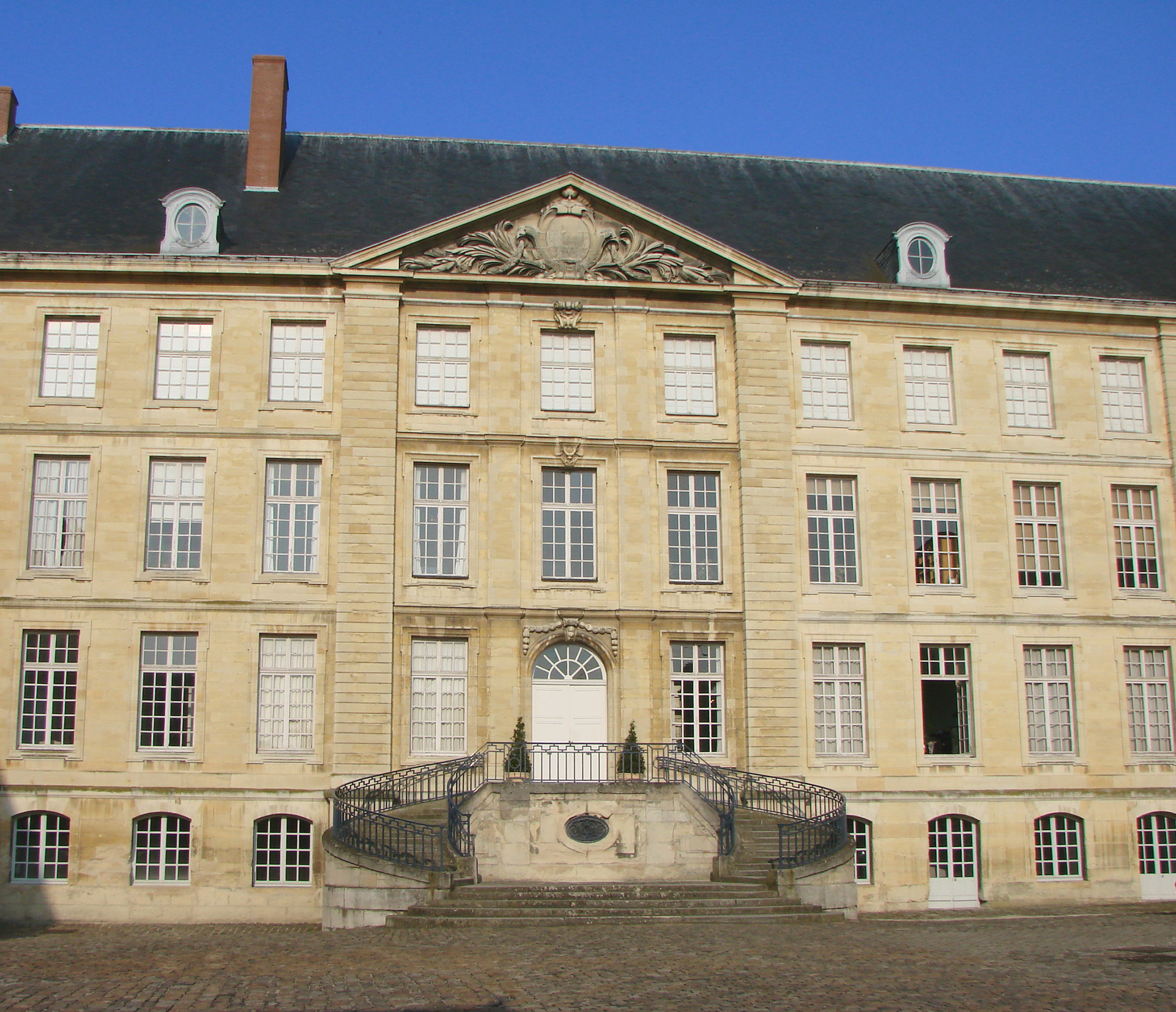
Здание аббатства Святого Ремигия (сейчас — музей Сен-Реми)

Аббатство Святого Ремигия (англ. Saint-Remi Abbey) — историческое бенедиктинское аббатство в Реймсе, Франция (лат . S. Remigius Remensis ). Было построено в одиннадцатом веке и отреставрировано в двенадцатом, внесено в список Всемирного наследия ЮНЕСКО. 
В наши дни в стенах аббатства открыт Музей Сен-Реми, представляющий историю Реймса, предметы, найденные в ходе археологических раскопок, а также коллекцию предметов военной истории. В аббатстве находится гробница святого Ремигия.

## История основания и развития

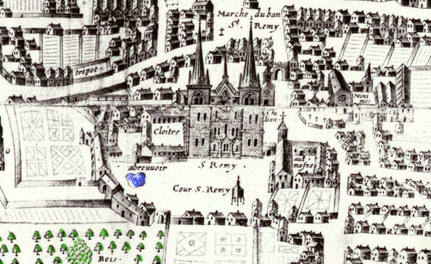
Аббатство Св. Ремигия. Гравюра Гуго Пикара, 1618 г.

Бывшее бенедиктинское аббатство в Реймсе.  Еще в 550 году погребальную часовню св. Ремигия Реймского на христианском кладбище на окраине Реймса обслуживала община клириков под юрисдикцией епископа. Архиепископ Реймса Тилпин (Тильпин) ввёл бенедиктинские обряды в 790 году, поэтому он и его преемники называли себя аббатами. После многих лет сопротивления обращению в христианство, Хлодвиг I, первый король франков, был крещён в 496 году нашей эры Ремигиусом, епископом Реймса и апостолом франков. В 945 году архиепископ Гуго де Вермандуа приказал аббату Флери (фр. Saint-Beno Î t-sur-loire) провести преобразования. Монастырь Сен-Реми стал автономным и имел собственного аббата, доходы, служители монастыря содержались отдельно; архиепископы стали защитниками аббатства. На месте крещения Хлодвига были построены в 1099 году большое аббатство и базилика, мощи Сен-Реми (известное в настоящее время имя святого) были перенесены сюда из Реймского собора.

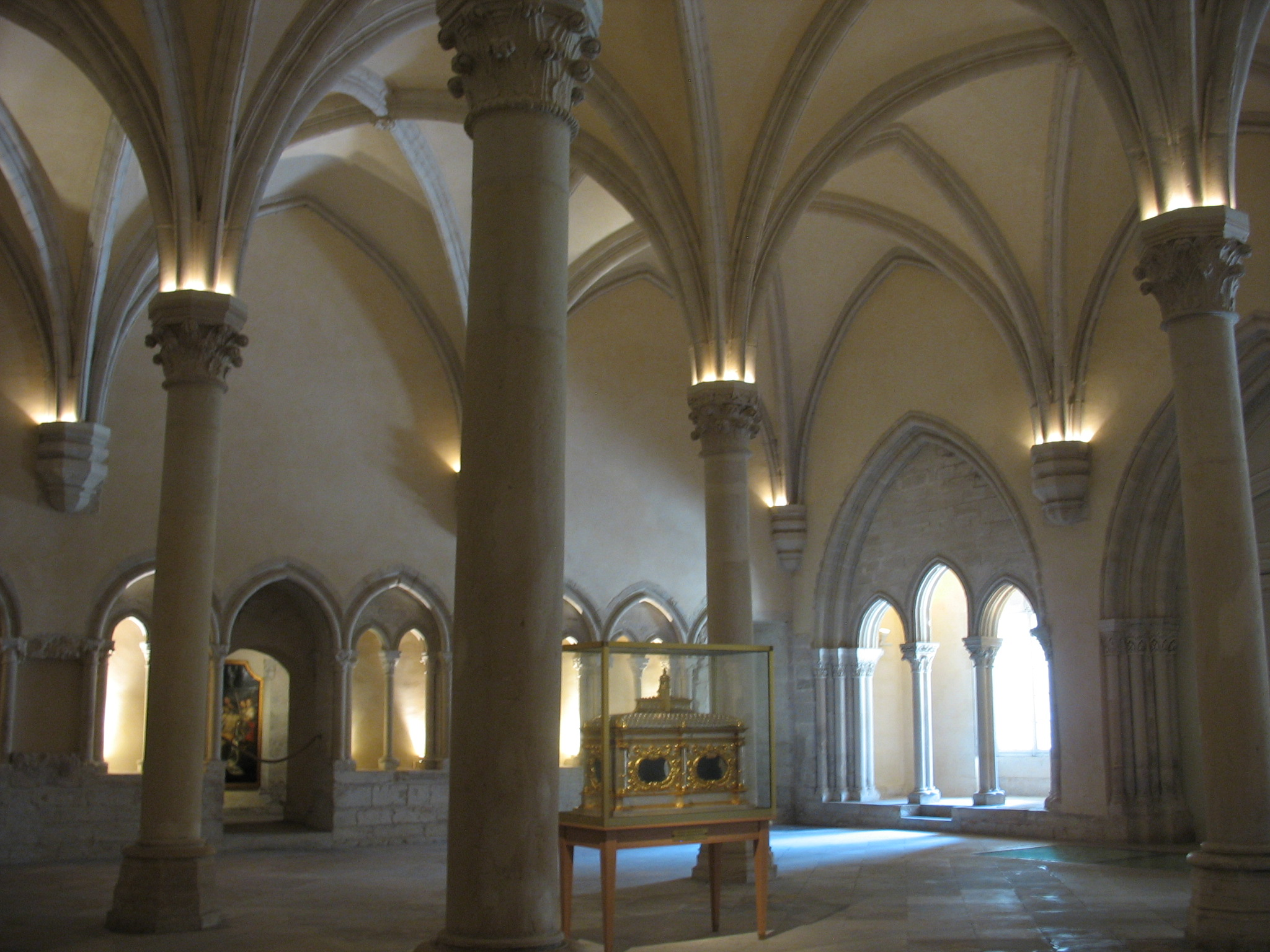
Зал Капитула и рака, в которой мощи святого Ремигия хранились с 1803 по 1824 год

В 1049 году новую, более крупную, церковь аббатства освятил папа римский Лев IX. Аббатство было частично уничтожено пожаром, случившимся в 1098 году. После этого пожара аббатство перестраивали и украшали вплоть до XII столетия под руководством аббата Одона. Сохранившиеся в наше время капители в Зале Капитула датируются этим периодом и являются последними следами старинного средневекового здания аббатства. Более поздние дополнения к зданиям привели к сочетанию романской и готической архитектуры. В годы правления Людовика XI аббатство получило статус церковного бенефиция и с 1472 года управлялось по препоручительству Великим приором.
Первоначальное богатство аббатства постоянно увеличивалось за счет королевских и других даров — монастырей и многочисленных деревень. Сен-Реми был аббатством Реймса, и его монахи входили наравне с другими канониками в капитула собора до 13 века. Вследствие возникшего конфликта с архиепископами, аббатство оказалось под королевской защитой. Несколько королей были коронованы в церкви аббатства и там похоронены. В 1627 году Сен-Реми присоединился к конгрегации мавристов, но союз распался во время Французской революции. Поскольку в прошлом аббатство имело статус королевского, здесь хранилась Святая Стеклянница, использовавшаяся в обряде миропомазания королей Франции на церемонии коронации. Церковь аббатства, построенная в 1005–1170 годах, сохранилась. Монахов-бенедиктинцев изгнали из аббатства в 1792 году в эпоху Великой французской революции, и в стенах аббатства Святого Ремигия с 1793 по 1816 годы размещались военные госпитали. Затем, с 1827 года, в здании аббатства находилась городская богадельня, преобразованная в 1903 году в городскую больницу, которая была в этих стенах до начала Второй мировой войны. В монастырских постройках в настоящее время располагается музей. Идея организовать музей в здании бывшего аббатства возникла в 1950-х годах, но только в августе 1978 года было принято официальное решение об открытии музея. Параллельно, начиная с 1968 года, в зданиях аббатства проводились обширные восстановительные работы. В библиотеке аббатства, лучшей в Реймсе, было не менее 600 рукописей, большинство из которых погибло во время пожара 1774 года. Была разрушена часть зданий. В июле того же года королевский архитектор Людовик Дюроше приступил к восстановлению построек. Также под его руководством был возведён величественный фронтонный фасад, реконструирована в 1778 году парадная лестница, созданная в 1700 году Жаном Бономом.

## Русские в аббатстве Святого Ремигия

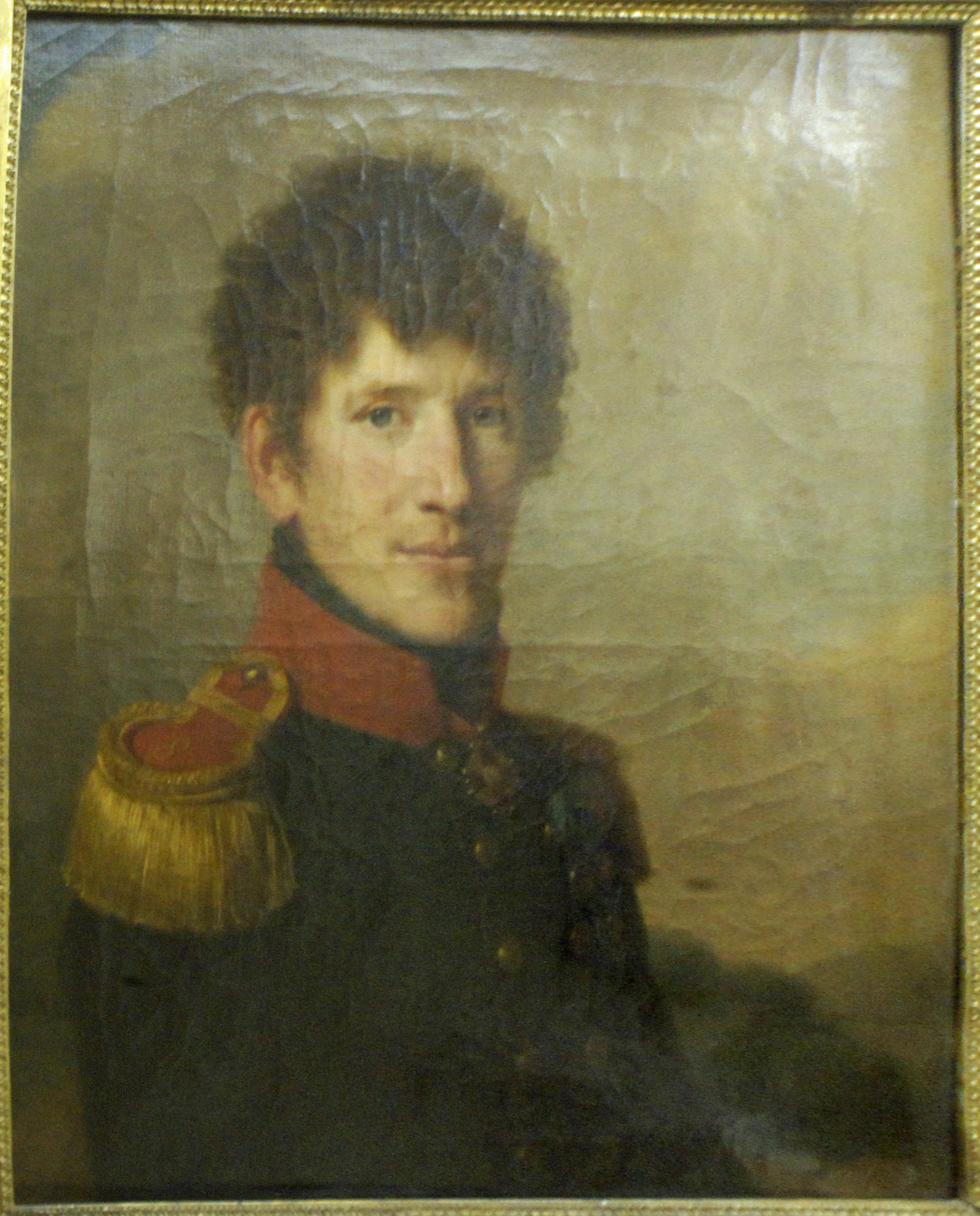
Князь Сергей Волконский, военный губернатор Реймса в 1814 году (работа Перена-Сальбро)

22 июня 1717 года аббатство Святого Ремигия посетил царь Пётр I; в Зале Капитула ему представили Святую Стеклянницу, использовавшуюся в церемонии коронации французских королей.
После того как в ходе Заграничного похода русской армии 1813—14 годов войска императора Александра I заняли Реймс, в стенах аббатства разместился русский военный госпиталь. Военным губернатором Реймса в 1814 году был назначен князь Сергей Александрович Волконский, чей портрет, написанный в том же 1814 году, представлен в музее.
В 1901 году оборонительные укрепления Реймса посещал император Николай II, и в его честь был дан военный парад.
В июле 1916 года аббатство, ставшее уже к тому времени гражданским госпиталем, принимало раненых солдат Русского экспедиционного корпуса, сражавшегося в Первой мировой войне на территории Франции.

## Музей Сен-Реми
Экспозиция музея Сен-Реми, находящегося в здании прежнего аббатства Святого Ремигия, охватывает исторический период начиная с доисторической эпохи и заканчивая эпохой Возрождения (примерно 1530 год). В его постоянной экспозиции имеется как несколько археологических коллекций региона Шампань — первобытное общество, галльский и галло-романский периоды, эпоха Меровингов и Средневековый период — так и классические археологические коллекции (греки и этруски). В экспозиции музея также представлена впечатляющая коллекция древнего оружия, механизмов и обмундирования, предметы которой датируются от XVI столетия и до XIX века.

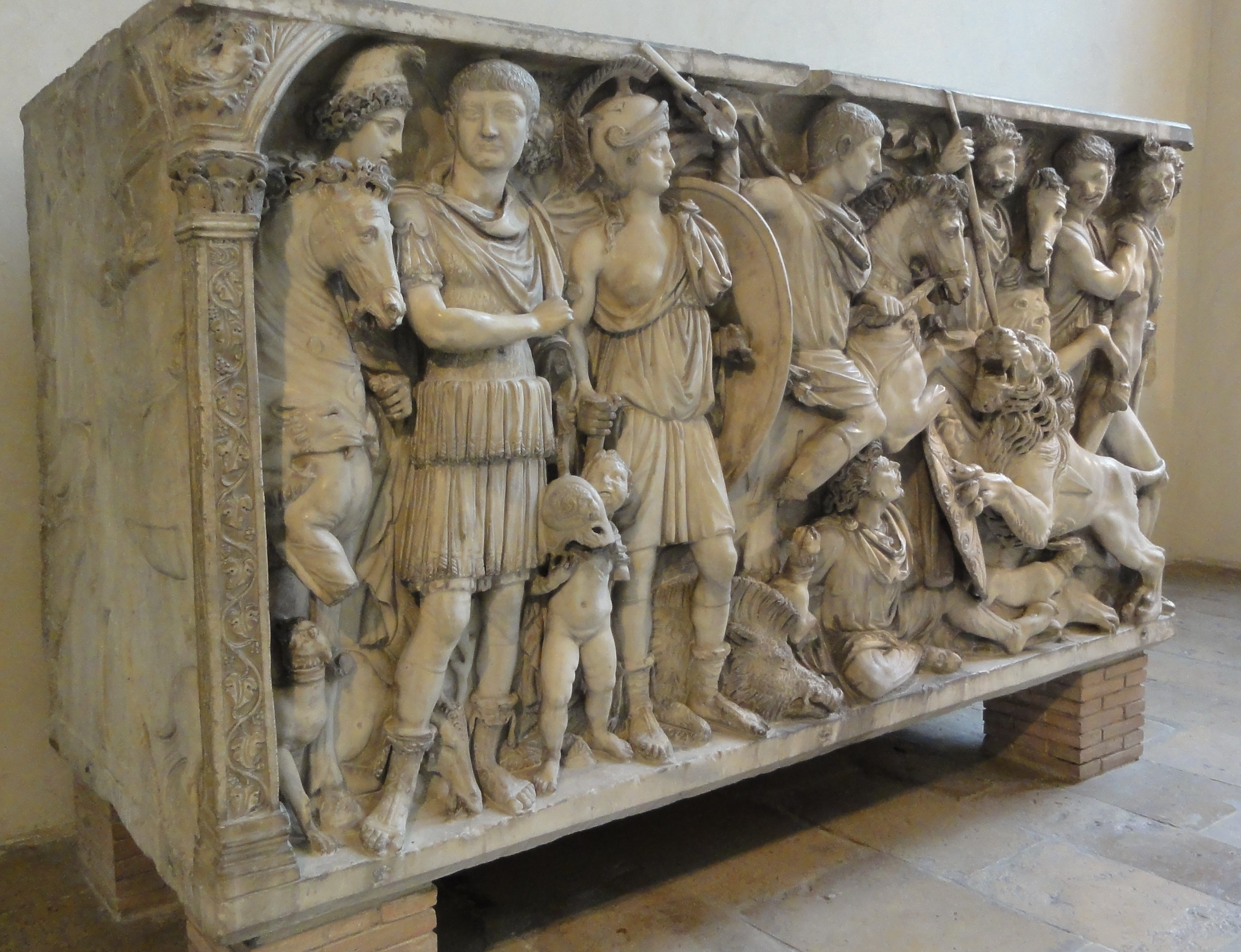
Саркофаг Флавия Иовина

Коллекция галло-романского периода расположена в помещениях старинной кухни аббатства и большой монашеской столовой XVII века. Эти помещения были открыты для посещения в 1986 году. Представленные здесь экспонаты подчёркивают роль Реймса, тогда носившего имя Дурокорторум, столицы римской провинции Белгики. Отдельного упоминания заслуживает саркофаг Флавия Иовина, главнокомандующего войсками римлян в Галлии, поскольку это наиболее хорошо сохранившийся во Франции античный мраморный саркофаг.
В зале гобеленов представлены десять роскошных гобеленов, на которых изображены фрагменты жизни святого Ремигия и его чудеса. Эти драпировки были изготовлены между 1523 и 1531 годами по заказу Реймсского архиепископа Робера де Ленонкура, который преподнёс их в дар аббатству.
В помещениях рядом с залом гобеленов представлена история возникновения и развития базилики, а также самого аббатства, на примере экспонатов, обнаруженных в ходе археологических раскопок на территории аббатства.
Археологическая коллекция региона Шампань занимает семь больших помещений. Отдельного упоминания заслуживают остатки кенотафа 4 года нашей эры, воссозданный второй этаж знаменитого Дома музыкантов XIII века и картина XVII века, представляющая церковь Сен-Никез в развалинах..
В музее Сен-Реми представлена одна из самых крупных и разнообразных среди провинциальных музеев коллекция вооружения, боевых доспехов и обмундирования различных исторических периодов